# Urbain Taillebert
Urbain Taillebert of Urbaan Taillebert (Béthune, 1560-1626) was een Vlaams beeldhouwer.
Gedurende de eerste helft van de 17e eeuw was hij een van de meest vooraanstaande beeldhouwers van West-Vlaanderen. Hij heeft de Noordelijke renaissancestijl van Frans Floris en Hans Vredeman de Vries verder ontwikkeld.
Zijn best bewaarde werk bevindt zich in de Sint-Pieterskerk te Lo, waar zich niet alleen een houten koorgestoelte van zijn hand bevindt uit 1624, maar ook een achthoekige preekstoel uit 1628 en een altaar, waarop in eikenhout de vijftien geheimen van de rozenkrans zijn uitgebeeld. Dit stamt uit dezelfde periode.
- RKD-Nederlands Instituut voor Kunstgeschiedenis: 206634
- Union List of Artist Names: 500331199
- Virtual International Authority File: 309813921